# Gerhard Merz
Gerhard Merz (Mammendorf, 1947) è un artista tedesco.
Tra il 1969 e il 1973 studiò presso l'Akademie der bildenden Künste München. Dal 1991 insegna alla Kunstakademie Düsseldorf.

## Premi
- 1983: Arnold Bode Preis per la documenta 7 – Stadt Kassel

## Mostre
- 1977 documenta 6
- 1981 Westkunst, Köln
- 1982 documenta 7
- 1984 Von hier aus - Zwei Monate neue deutsche Kunst in Düsseldorf
- 1986 Chambres d'Amis, Gent
- 1987 documenta 8
- 1992 DOCUMENTA IX
- 1997 Biennale di Venezia